# XHIMR-FM
XHIMR-FM es una estación de radio de la Ciudad de México. Emite en la frecuencia 107.9 FM desde la torre del Ajusco. XHIMR pertenece al Instituto Mexicano de la Radio y emite música de jazz bajo el nombre de Horizonte 107.9.

## Historia
XHIMR-FM recibió su permiso a finales de 1999, con tres meses de plazo para salir al aire, se registró el 15 de febrero del 2000 como "Horizonte 108", utilizando contenido de otras estaciones IMER, particularmente XHOF-FM. La programación inicial incluía música electrónica y new age, fue eliminada al poco tiempo, como también de programas informativos y de contenido de las elecciones presidenciales del 2000. Con el paso del tiempo la programación de la estación se enfocó en el jazz y música del mundo.
En 2005, XHIMR aumentó su potencia a 30 kW de sus 10 km iniciales, dejó caer el apodo "108" (que había confundido a los oyentes). En 2010, aumentó su programación de jazz.

## Formato
Horizonte 107.9 transmite principalmente música de jazz.

### Programación HD
La estación empezó a transmitir en Radio HD el 17 de septiembre de 2012.
HD2 es Radio Ciudadana (XEDTL-AM 660),
HD3 es Música del mundo.

## Conciertos destacados
- Héctor Infanzón
- Alex Mercado
- New York Ska Jazz Ensemble
- Lila Downs
- Magos Herrera
- Iraida Noriega
- Big Band Jazz de México
- Mounsier Periné

## Dirección
- 2000-2002 - Martín Rizo
- 2002-2004 - Agustín Barrera
- 2004-2007 - Sonia Yáñez
- 2007-2010 - Ignacio Acosta
- 2010-2013 - Erik Montenegro
- 2014-2018 - Germán Palomares
- 2019-actualidad  – Mariana Pérez